# Кавіка Шоджі
Кавіка Шоджі (англ. Kawika Shoji, нар. 11 листопада 1987) — американський волейболіст, бронзовий призер Олімпійських ігор 2016 року.

## Виступи на Олімпіадах
| Олімпіада           | Дисципліна | Місце |
| ------------------- | ---------- | ----- |
| Ріо-де-Жанейро 2016 | волейбол   | 3     |